# Hrušky, Břeclav
Hrušky là một làng thuộc huyện Břeclav, vùng Jihomoravský, Cộng hòa Séc.